# Adolph Wallnöfer
Adolph Wallnöfer (Viena, Àustria, 26 d'abril de 1854 - Múnic, Alemanya, 9 de juny de 1946) fou un cantant i compositor alemany.
Fou deixeble de Waldmüller, Krenn i Dessof i es donà a conèixer com a baríton d'una veu poc potent encara que de timbre simpàtic, però el 1880 la seva veu canvià en la de tenor. Després de cantar en aquesta corda una temporada en el teatre d'Olmütz, el 1882 fou contractat per Neumann per la seva companyia wagneriana itinerant i més tard actuà en el Teatre Municipal de Bremen.
Wallnöfer es distingí, a més, com a compositor de lieder i balades, una selecció de les quals es publicà en tres volums amb el títol de Wallnöfer-Àlbum. També va compondre l'òpera Eddystone, estrenada a Praga el 1889, i les obres corals amb acompanyament d'orquestra Die Grenzen des Menschheit i Der Blumen Rache.